# Lunenburg (Kanada)
Lunenburg kanadai kisváros Új-Skóciában, Halifaxtól hozzávetőleg 90 kilométerrel délnyugatra, az Atlanti-óceán partján. Lakossága 2317 fő (2006). 
A város helyén eredetileg indián tábor állt, majd francia halászok kikötője lett. A Lunenburgot alapító lakók (javarészt németek a Rajna vidékének déli részéről, svájci és francia protestánsok Montbeliard-ból) a bevándorlásnak ugyanazzal a hullámával jöttek 1751 és 1753 között, mint a Pennsylvaniába letelepülő németek, s akiket a britek bátorítottak a letelepülésre. Lunenburgot 1753-ban alapították és II. György angol király tiszteletére nevezték el, aki Braunschweig-Lüneburg hercege is volt. A telepesek által épített templomok Kanada legrégebbi templomai közé tartoznak. A Szent János-templomot 1754-ben alapították. A családok közül sok még ma is a város lakója.
A város ma az amerikai kontinens fontos tengeri kikötője és legnagyobb halászkikötője, hajóépítő-központ, s több kisvállalkozásnak, csúcstechnológiai iparágnak és ipari üzemnek ad otthont. Ma Lunenburg legfontosabb iparága a turizmus, minden évben sok ezer turista látogatja meg a várost. Az idegenforgalmat sok étterem, fogadó, szálloda és bolt szolgálja ki.
A város történelmi városrésze a világörökség része, s ez védelmet biztosít Lunenburg egyedülálló építészetének és várostervezésének, amely az Észak-Amerikában levő megtervezett brit gyarmati települések legjobb példája. Az 1753-ban alapított város megőrízte a britek által otthon megtervezett négyszögletes rácselrendezést és az város látványát, melyeket meghatároznak a – bizonyos esetekben a 18. századból fennmaradt – faszerkezetes házak.

## Érdekesség
Lunenburgban építették a Bluenose nevű hajót, amely az észak-atlanti halászflotta bajnoka volt, s négy nemzetközi szkúnerversenyt nyert. Képe a kanadai tízcentest díszíti.

## Külső hivatkozások
- Lunenburg
- UNESCO világörökség
- Az Atlanti-óceáni Halászati Múzeum
- lunenburgns.com Archiválva 2007. szeptember 28-i dátummal a Wayback Machine-ben